# Torre dei Tallianti
La Torre dei Tallianti, nota anche come Turris Alba, è un'antica torre medievale della città di Ivrea in Italia.

## Storia
Il palazzo e la sua torre vennero eretti tra il XII e il XIII secolo dall'antica casata eporediese dei Tallianti, estintasi nel 1740.
La torre è stata oggetto di lavori di restauro nel 2015.

## Descrizione
Il palazzo sorge nel centro storico di Ivrea e ha il suo accesso in via Bertinatti, ma gode anche di un affaccio a sud sui vicini Giardini Giusiana. Si trova attiguo all'iconico Hotel La Serra e a brevissima distanza dall'antico Palazzo Giusiana. L'edificio di articola intorno a una corte interna, sul lato orientale della quale si eleva la torre vera e propria, in pianta quadrata. Questa, che si innalza di due livelli in più rispetto al tetto dell'edificio arrivando a un'altezza di 24 metri, presenta piccole aperture ad arco ogivale sui suoi prospetti. Realizzata in pietra e laterizi a vista, la torre è abbellita nella sua parte sommitale da una fascia costituita da tre ordini di archetti pensili; la stessa decorazione si ritrova in altri punti della facciata del palazzo.
Come già detto, la torre è anche nota come Turris Alba ("torre bianca" in latino), così come definita da Alfredo d’Andrade. Si ritiene che questo appellativo faccia riferimento all'intonacatura di calce che un tempo caratterizzava la torre e di cui sono state rinvenute tracce in alcuni punti delle sue facciate.